# Lynn Reynolds
Lynn Fairfield Reynolds (7 de mayo de 1889 – 25 de febrero de 1927) fue un director y guionista cinematográfico de nacionalidad estadounidense. 

## Biografía
Nacido en Harlan, Iowa, Reynolds empezó a trabajar como periodista, hasta que se pasó al cine. Especializado en el género western, trabajó con actores como Tom Mix para Fox Broadcasting Company y para Universal Studios. Dirigió 81 filmes entre 1915 y 1928, y escribió el guion de 58 entre 1914 y 1927. 
Reynolds falleció en Los Ángeles, California, en 1927, a causa de las heridas sufridas al disparase él mismo un arma.
Durante una cena que compartía con su mujer, la actriz de western Kathleen O'Connor, y con otra pareja, el matrimonio se enzarzó en una disputa en la que cada uno de ellos acusaba al otro de infidelidad. Con sus invitados intentando calmarles, Reynolds dejó la mesa y fue a otra habitación, donde cogió un arma y se disparó un tiro en la cabeza. Fue enterrado en el Cementerio Hollywood Forever de Hollywood, California. 

## Filmografía

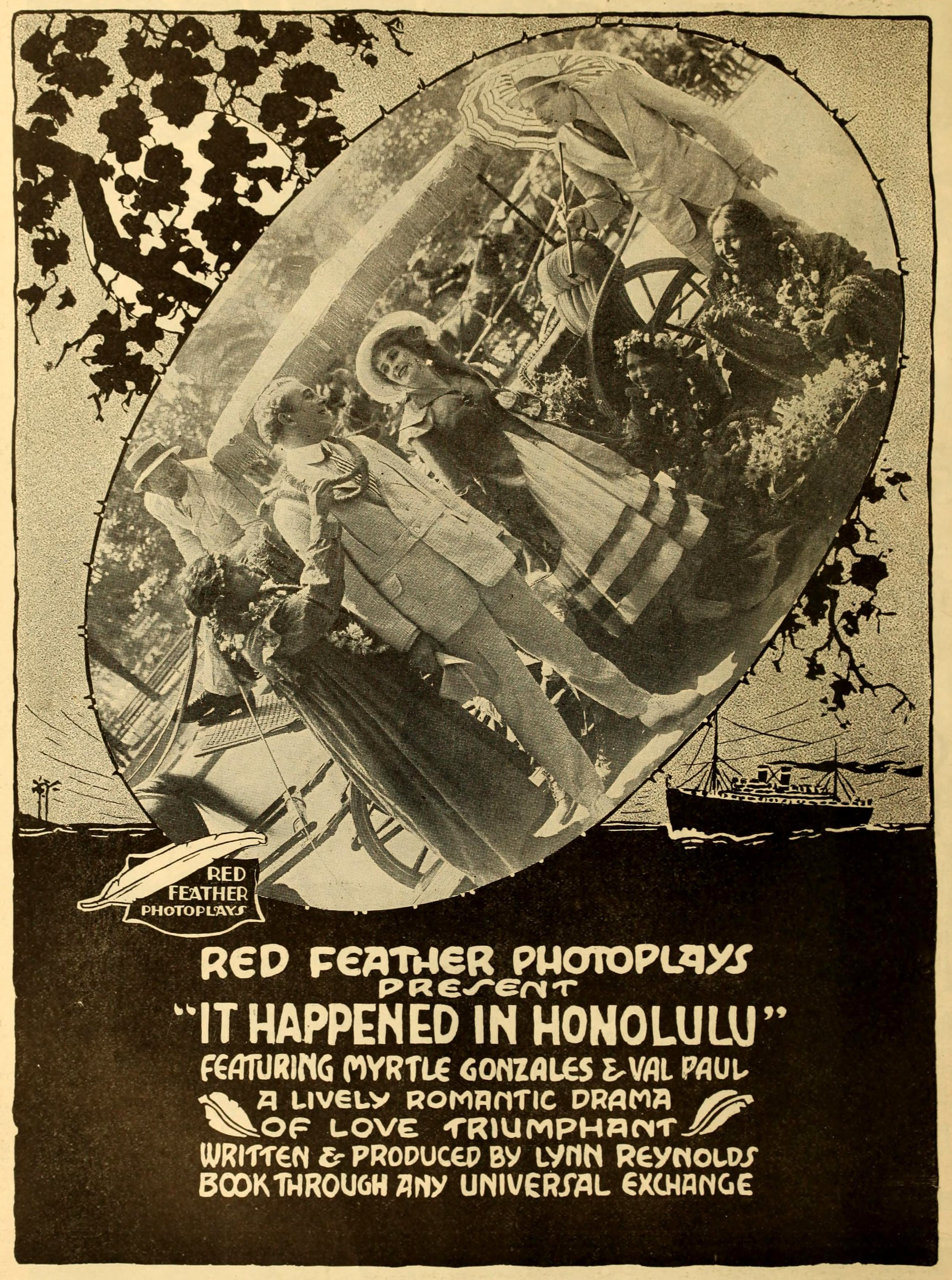
It Happened in Honolulu (1916)

### Director
| - Both Sides of Life, codirigida con Robert Z. Leonard (1915) - Every Man's Money (1915) - The Third Partner (1915) - The Vengeance of Guido (1915) - A Pure Gold Partner (1915) - Honor Thy Husband (1915) - The Mirror of Justice (1915) - His Good Name (1915) - The Bride of the Nancy Lee (1915) - The Terrible Truth (1915) - Missy (1916) - Her Dream Man (1916) - The Wise Man and the Fool (1916) - Her Greatest Story (1916) - The Heart of Bonita (1916) - The Windward Anchor (1916) - Lonesomeness (1916) - The Secret Foe (1916) - Bill's Wife (1916) - The Brink (1916) - The Gambler (1916) - Miss Blossom (1916) - The Thief of the Desert (1916) - Her Great Part (1916) - Grouches and Smiles (1916) - It Happened in Honolulu (1916) - The Secret of the Swamp (1916) - The Girl of Lost Lake (1916) - A Romance of Billy Goat Hill (1916) - The End of the Rainbow (1916) - The Mother Call (1916) - God's Crucible (1917) - Mutiny (1917) - The Greater Law (1917) - The Show Down (1917) - Mr. Opp (1917) - Broadway Arizona (1917) - A Prairie Romeo (1917) - Up or Down? (1917) - The Gown of Destiny (1917) - Fast Company (1918) | - Western Blood (1917) - Ace High (1918) - Mr. Logan, USA (1918) - Fame and Fortune (1918) - Treat 'Em Rough (1919) - The Forbidden Room (1919) - The Rebellious Bride (1919) - Miss Adventure (1919) - A Little Brother of the Rich (1919) - The Brute Breaker (1919) - Overland Red (1920) - Bullet Proof (1920) - The Red Lane (1920) - The Texan (1920) - The Road Demon (1921) - The Big Town Round-Up (1921) - The Night Horseman (1921) - Trailin' (1921) - Sky High (1922) - Up and Going (1922) - For Big Stakes (1922) - Just Tony (1922) - Tom Mix in Arabia (1922) - Brass Commandments (1923) - The Huntress, codirigida con John Francis Dillon (1923) - The Gunfighter (1923) - The Last of the Duanes (1924) - The Deadwood Coach (1924) - Riders of the Purple Sage (1925) - The Rainbow Trail (1925) - Durand of the Bad Lands (1925) - Chip of the Flying U (1926) - The Combat (1926) - The Man in the Saddle (1926) - The Texas Streak (1926) - The Buckaroo Kid (1926) - Prisoners of the Storm (1926) - The Silent Rider (1927) - Hey! Hey! Cowboy, codirigida con Edward Laemmle (1927) |

### Actor
| - The Rival Stage Lines, de Tom Mix (1914) - Cactus Jim's Shop Girl, de Tom Mix (1915) | - Roses and Thorns, de Burton L. King (1915) |

### Productor
- Southern Justice (1917)

### Guionista
| - The Mexican, de Tom Mix (1914) - The Vengeance of Guido, de Lynn Reynolds (1915) - A Pure Gold Partner, de Lynn Reynolds (1915) - The Bride of the Nancy Lee, de Lynn Reynolds (1915) - The Terrible Truth, de Lynn Reynolds (1915) - Missy, de Lynn Reynolds (1916) - Her Dream Man, de Lynn Reynolds (1916) - The Wise Man and the Fool, de Lynn Reynolds (1916) - Her Greatest Story, de Lynn Reynolds (1916) - The Heart of Bonita, de Lynn Reynolds (1916) - The Windward Anchor, de Lynn Reynolds (1916) - Lonesomeness, de Lynn Reynolds (1916) - The Secret Foe, de Lynn Reynolds (1916) - Bill's Wife, de Lynn Reynolds (1916) - The Brink, de Lynn Reynolds (1916) - The Gambler, de Lynn Reynolds (1916) - Miss Blossom, de Lynn Reynolds (1916) - The Thief of the Desert, de Lynn Reynolds (1916) - Her Great Part, de Lynn Reynolds (1916) - Grouches and Smiles, de Lynn Reynolds (1916) - It Happened in Honolulu, de Lynn Reynolds (1916) - The Secret of the Swamp, de Lynn Reynolds (1916) - The Girl of Lost Lake, de Lynn Reynolds (1916) - A Romance of Billy Goat Hill, de Lynn Reynolds (1916) - The End of the Rainbow, de Lynn Reynolds (1916) - The Mother Call, de Lynn Reynolds (1916) - God's Crucible, de Lynn Reynolds (1917) - Mutiny, de Lynn Reynolds (1917) - The Greater Law, de Lynn Reynolds (1917) - The Show Down, de Lynn Reynolds (1917) | - Mr. Opp, de Lynn Reynolds (1917) - Broadway Arizona, de Lynn Reynolds (1917) - A Prairie Romeo, de Lynn Reynolds (1917) - Up or Down?, de Lynn Reynolds (1917) - The Gown of Destiny, de Lynn Reynolds (1917) - Western Blood, de Lynn Reynolds (1917) - Ace High, de Lynn Reynolds (1918) - Mr. Logan, USA, de Lynn Reynolds (1918) - Treat 'Em Rough, de Lynn Reynolds (1919) - The Brute Breaker, de Lynn Reynolds (1919) - Overland Red, de Lynn Reynolds (1920) - Bullet Proof, de Lynn Reynolds (1920) - The Texan, de Lynn Reynolds (1920) - The Big Town Round-Up, de Lynn Reynolds (1921) - Trailin', de Lynn Reynolds (1921) - Sky High, de Lynn Reynolds (1922) - Up and Going, de Lynn Reynolds (1922) - For Big Stakes, de Lynn Reynolds (1922) - Just Tony, de Lynn Reynolds (1922) - Tom Mix in Arabia, de Lynn Reynolds (1922) - The Gunfighter, de Lynn Reynolds (1923) - The Deadwood Coach, de Lynn Reynolds (1924) - The Rainbow Trail, de Lynn Reynolds (1925) - Durand of the Bad Lands, de Lynn Reynolds (1925) - Chip of the Flying U, de Lynn Reynolds (1926) - The Texas Streak, de Lynn Reynolds (1926) - The Buckaroo Kid, de Lynn Reynolds (1926) - Hey! Hey! Cowboy, de Edward Laemmle y Lynn Reynolds (1927) |